# Шри-ланкийский лев
Шри-ланки́йский ле́в (лат. Panthera leo sinhaleyus) — подвид льва, вымерший приблизительно 39 000 лет назад. Известен лишь по останкам двух зубов, найденным в городе Курувита на Шри-Ланке. Основываясь на этой находке, Поль Пиерис в 1939 году объявил о существовании этого подвида в прошлом. Однако на данный момент нет достаточной информации, чтобы определить, каким образом шри-ланкийский лев может отличаться от других подвидов льва. Некоторые специалисты вообще высказывают сомнение о существовании данного подвида.